# Bahnstrecke Lhotka u Mělníka–Střednice
| Kursbuchstrecke: | 132 (1931)           |                                      |                                      |
| Streckenlänge: | 2,805 km             |                                      |                                      |
| Spurweite: | 1435 mm (Normalspur) |                                      |                                      |
| |                      |                                      |                                      |
| \| \| \| von Mělník (vorm. LB Melnik–Mscheno) \| \| \| \| 0,000 \| Lhotka u Mělníka \| 210 m \| \| \| \| nach Mšeno (vorm. LB Melnik–Mscheno) \| \| \| \| 2,805 \| Střednice \| Střednice \| |                      |                                      |                                      |
| Strecke |                      | von Mělník (vorm. LB Melnik–Mscheno) | von Mělník (vorm. LB Melnik–Mscheno) |
| Bahnhof | 0,000                | Lhotka u Mělníka                     | 210 m                                |
| Abzweig ehemals geradeaus und nach rechts |                      | nach Mšeno (vorm. LB Melnik–Mscheno) | nach Mšeno (vorm. LB Melnik–Mscheno) |
| Kopfbahnhof Streckenende (Strecke außer Betrieb) | 2,805                | Střednice                            | Střednice                            |

Die Bahnstrecke Lhotka u Mělníka–Střednice war eine regionale Eisenbahnverbindung in Tschechien, die ursprünglich als Teil der landesgarantierten Lokalbahn Melnik–Mscheno erbaut und betrieben wurde. Sie zweigte in Lhotka u Mělníka aus der Bahnstrecke Mělník–Mšeno ab und führte nach Střednice in der Daubaer Schweiz.

## Geschichte
Die Strecke Lhotka u Mělníka–Střednice war am 18. Januar 1896 gemeinsam mit der Verbindung von Melnik nach Mšeno als durch Landesgesetz garantierte Lokalbahn konzessioniert wurden. 
Die Prager Baufirma Jan Kruliš übernahm den Streckenbau nach einem Projekt von Ingenieur J. Konvařík. Bereits im Herbst 1896 war die Strecke soweit hergestellt, dass ein provisorischer Güterverkehr während der Rübenkampagne zur Zuckerfabrik in Střednice abgewickelt werden konnte. Endgültig fertiggestellt war die Strecke dann im Frühsommer 1897. Am 22. Juni 1897 wurde die Strecke gemeinsam mit der Hauptverbindung Mělník–Mšeno offiziell für den Personen- und Güterverkehr eröffnet. Die Betriebsführung für Rechnung des Eigentümers übernahm die k.k. privilegierte Österreichische Nordwestbahn. Nach deren Verstaatlichung ging diese Aufgabe am 1. Januar 1907 an die k.k. Staatsbahnen über. 
Ein Projekt von 1914 sah eine Verlängerung der Strecke über Kokořín nach Dubá (Dauba) vor. Der von Österreich verlorene Erste Weltkrieg und die daraus folgende Gründung der Tschechoslowakei ließen diesen Plan jedoch obsolet werden. Am 28. Oktober 1918 ging die Betriebsführung an die neu gegründeten Tschechoslowakischen Staatsbahnen (ČSD) über.
Anfang der 1920er Jahre erreichte die Verkehrsleistung auf der Lokalbahn ihren Höhepunkt. Vier gemischte Zugpaare fuhren damals täglich. Sie hatten in Lhotka u Mělníka stets Anschluss an die Züge von und nach Mělník.
Am 1. Januar 1925 wurde die A.G. Lokalbahn Melnik–Mscheno verstaatlicht und die Strecke wurde ins Netz der ČSD integriert. Sie wurde fortan von der Staatsbahndirektion (Ředitelství státních drah) in Hradec Králové verwaltet.
Während der Weltwirtschaftskrise Anfang der 1930er Jahre sank die Verkehrsleistung auf ein Minimum. Der Reiseverkehr wurde daraufhin am 1. Juli 1933 eingestellt. Im Güterverkehr blieb die Strecke jedoch weiter in Betrieb. Befördert wurden vorrangig landwirtschaftliche Produkte, vor allem Zuckerrüben und Rübenschnitzel. Erst als man in den 1950er und 1960er Jahren den Rübentransport gänzlich auf die Straße verlagerte, verlor die Strecke ihre Bedeutung. Ende der 1960er Jahre verkehrten Güterzüge schließlich nur noch nach Bedarf.
Der Güterverkehr wurde am 1. Januar 1970 offiziell eingestellt. Am 1. Januar 1975 wurde die Strecke stillgelegt und bis 1978 abgebrochen.